# Église du Prophète-Élie de Iaroslavl
Pour les articles homonymes, voir église du Prophète-Élie.
L'église du Prophète-Élie (en russe : Церковь Ильи Пророка) est un édifice religieux situé au centre de la ville de Iaroslavl sur la place Sovietskaïa qui témoigne de la richesse de l'architecture religieuse du XVIIe siècle à Iaroslavl. Elle est à la tête de l'éparchie de Iaroslavl et de Rostov et fait partie du patrimoine du musée-réserve naturelle de Iaroslavl. 

## Histoire

### Iaroslavl
La ville de Iaroslavl est la plus riche en ce qui concerne les monuments d'architecture russe de la seconde moitié du XVIIe siècle. La ville avait été dès le Moyen Âge un foyer de culture. Mais en 1237 la ville fut ruinée par l'invasion des Tatars. Il fallut attendre l'époque d'Ivan le Terrible au XVIe siècle pour voir se développer le commerce par la double voie de la mer Blanche et de la mer Caspienne. Les marchands de Novgorod déportés là par le Tsar développèrent grâce à la situation géographique de la ville les relations avec l'Orient et avec l'Europe. Les Anglais vinrent y ouvrir un chantier naval, puis vinrent les Hollandais, les Allemands, les Français et les Espagnols. 
La prospérité économique qui suivit provoqua une véritable folie de construction dans les communautés religieuses. À partir de 1620, 40 églises en pierre sont construites dans la ville dont la plupart surpassent celles de Moscou. Les marchands enrichis sont les mécènes . 
En 1658, un incendie ravage la ville et 29 églises sont anéanties. Mais ce sinistre n'arrête pas l'activité des bâtisseurs qui reconstruisent en veillant à plus d'homogénéité dans l'architecture. Presque tous les édifices datent des années 1660 à 1690. 

### Caractères généraux des églises de Iaroslavl
- Les églises de Iaroslavl se distinguent des églises de celles de Moscou par leur taille. Elles sont plus grandes que les églises du Kremlin.
- Ces églises de Iaroslavl se voient adjoindre des spacieuses galeries qui ceinturent les églises. Ces papertes sont une adjonction typiquement russe. Elles servent d'abri dans une région au climat rude et permettent aux fidèles de déambuler quelque peu pendant les longs offices de la belle liturgie orthodoxe ou avant et après les offices.
- Le cube de l'église est généralement coiffé de cinq coupoles sur hauts tambours. Ces coupoles servent à l'éclairage des voûtes de l'intérieur, contrairement à la plupart de celles de Moscou qui sont aveugles et donc purement décoratives. Cet emploi n'est pas un choix personnel des architectes de Iaroslavl, mais résulte de règles apostoliques[2].
- Les clochers sont généralement isolés, leur base est dépourvue d'ornements alors que le sommet est richement décoré. La grosse difficulté pour les architectes est de relier les églises au clocher. Leurs formes respectives sont hétérogènes : leur origine est de l'architecture en pierre pour l'église et l'architecture en bois pour les clochers.
- La décoration intérieure des églises est plus somptueuse dans les églises de Iaroslavl que dans celles de Moscou. Les murs intérieurs sont tapissés de fresques remarquables par leur effet décoratif. Les encadrement des porches et fenêtres sont souvent en faïence émaillée à Iaroslav[3].

### Église du Prophète-Élie
L'église du Prophète-Élie fut élevée aux frais de riches lapidaires, les frères Skripine qui faisaient le commerce de perles et de pierres précieuses avec Moscou et l'Occident.
La première église de la ville de Iaroslavl fut dédiée au prophète Élie. Elle fut construite à la demande du prince de Iaroslavl dit le Sage en même temps que la ville elle-même en l'honneur de sa victoire sur un ours.
L'actuelle église en pierre fut construite en 1647—1650 à l'emplacement de deux édifices en bois : l'une du nom du prophète Élie et l'autre au nom de l'Intercession de la Vierge. L'église du Prophète-Élie fut élevée aux frais de riches lapidaires, les frères Jean et Boniface Skripine qui faisaient le commerce de perles et de pierres précieuses avec Moscou et l'Occident.
Un artel d'artisans locaux dont le nom n'est pas connu dirigea la construction. À son achèvement les Skripine reçurent du patriarche de Moscou Joseph une relique de la Sainte Tunique du Christ, qui était conservée dans la cathédrale de la Dormition de Moscou. Il est rare que des parties de la sainte Tunique fussent offertes, mais cela arrivait en signe de particulière reconnaissance. En l'honneur de cette reliques une chapelle fut ajoutée à l'église, coiffée d'une tour pyramidale pour recevoir la relique de la Déposition de la Tunique du Christ (en russe : Polojenie rizy).
À l'époque de l'incendie de la ville en 1658, l'église fut endommagée par le feu à l'extérieur, mais pas à l'intérieur et ce à l'inverse de beaucoup d'édifices. En 1680, elle fut décorée de fresques par de célèbres artistes de Kostroma : Goury Nikitine et Sila Savine, ensemble avec des maîtres de Iaroslav (un artel de 15 maîtres travailla un peu moins de trois mois) à l'époque de la succession des Skripine par la veuve de Boniface, Juliette Makarovna. L'édifice principal se trouvait près d'une salle de réception des Skripine et de leur habitation (neuf membres de cette famille sont inhumés dans l'église) et ne donnaient dans la rue commerçante de Proboyna et Sokolovska, que les façades ouest et nord.
Les façades plates de l'église furent peintes de couleurs prononcées. Cette peinture a aujourd'hui disparu et ne subsistent que les parties blanchies qui sont entretenues dans l'état. Tous les dômes étaient recouverts de tuiles de couleur verte, étincelantes au soleil. Au XVIIIe siècle les tuiles furent remplacées par des espèces d'écailles peintes.
Quand en 1778, la ville de Iaroslavl fut réaménagée, l'église du Prophète-Élie devint le centre d'un anneau urbanistique autour duquel fut construite la place du Prophète-Élie (appelée aujourd'hui : place Sovietskaia) autour de laquelle étaient installés une série de bâtiments administratifs de la ville.
La clôture d'enceinte de l'église fut réalisée en 1896 suivant un plan de l'académicien Andreï M.Pavlinov. L'église fut restaurée entre 1898 et 1904 sous la direction de Ivan A. Vakhraméev.
En 1920, l'édifice fut transféré dans le patrimoine du musée-réserve naturelle de Iaroslavl. Dans les années 1930, l'église échappa de peu à la démolition. Elle échappa ainsi au sort de l'ancienne cathédrale de l'Assomption qui fut dynamitée le 26 août 1937.
En 1938-1941 la Ligue des militants athées créa un musée anti-religieux où furent transférées les reliques miraculeuses de Iaroslavl. Sous la coupole fut suspendu un pendule de Foucault.
Des restaurations eurent lieu en 1955-1956, 1960, 1983. En 1989 l'autel principal de l'église du Prophète-Élie fut à nouveau consacrée religieusement et depuis lors, en été, se tiennent des offices religieux orthodoxes dans l'église. Le musée, quant à lui, est ouvert de mai à octobre.

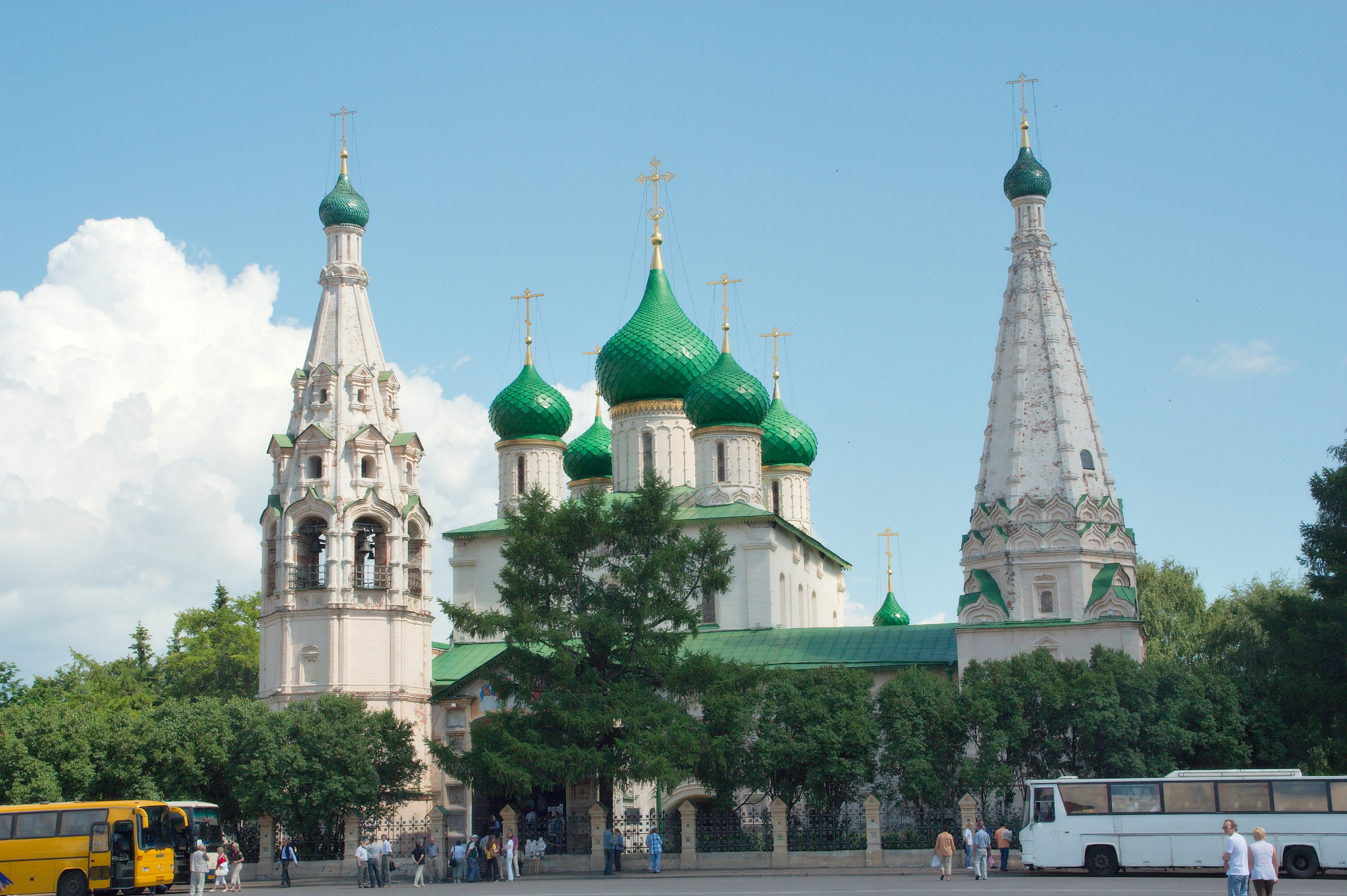
Église du Prophète-Élie.
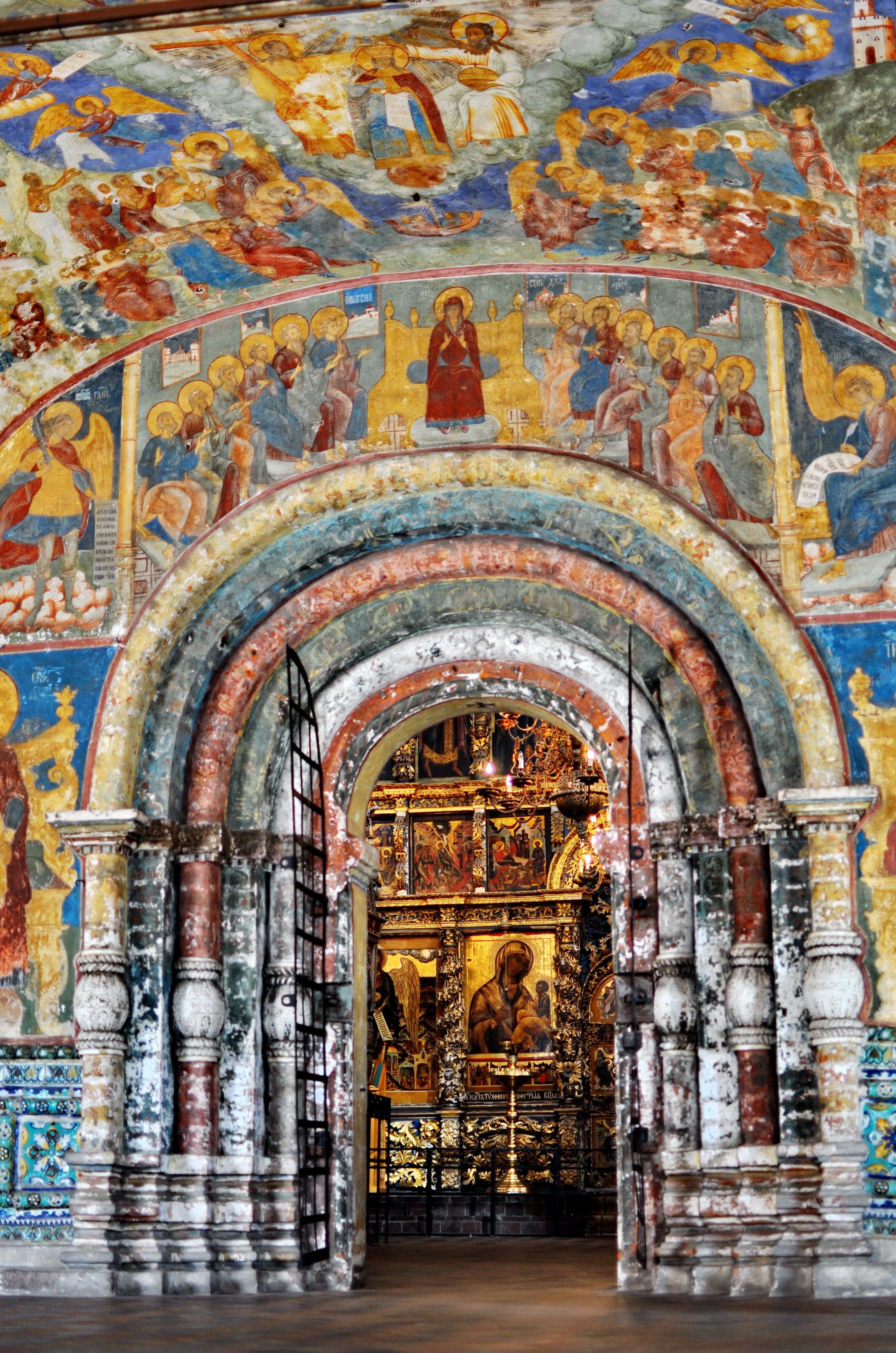
Intérieur.
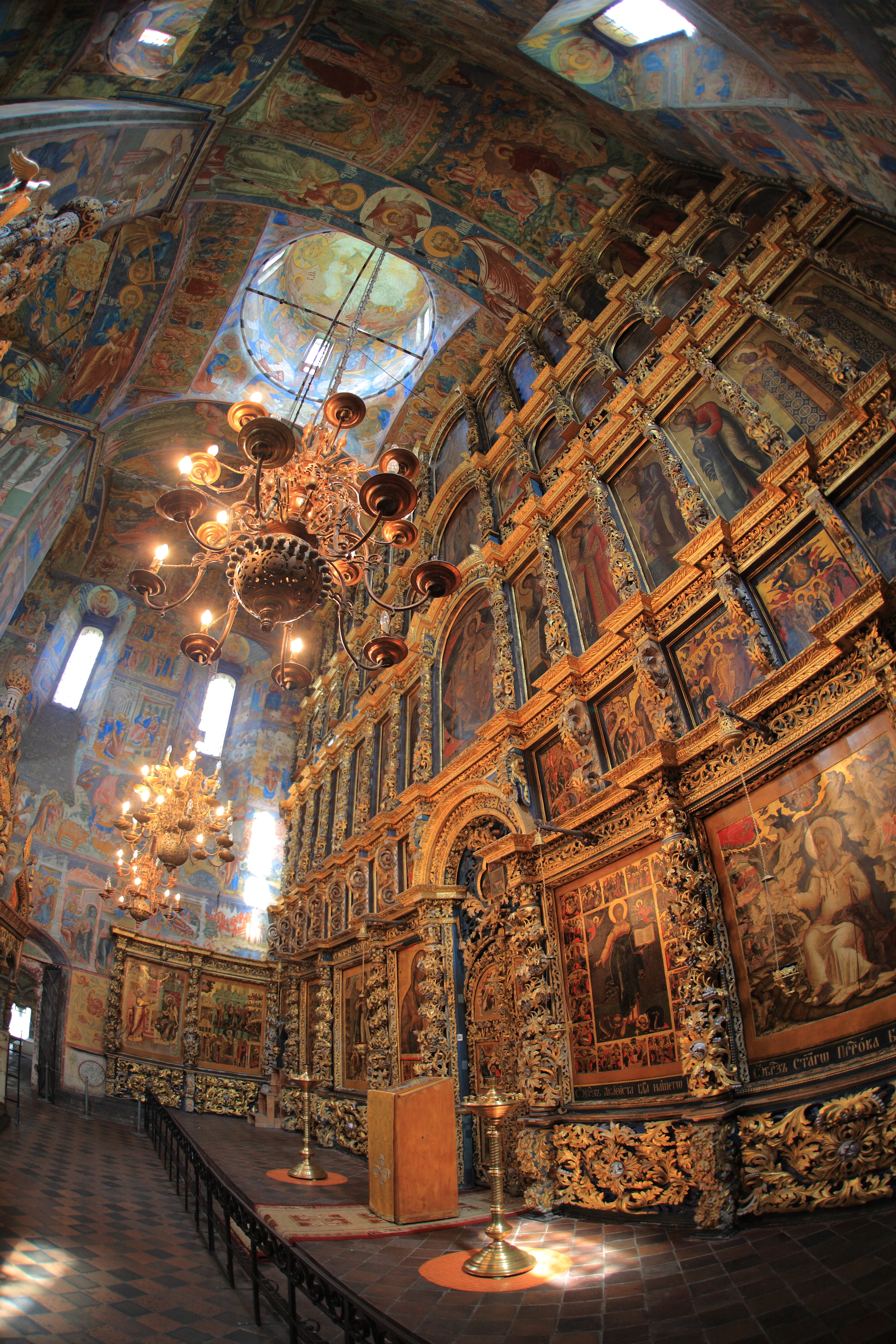
Intérieur.
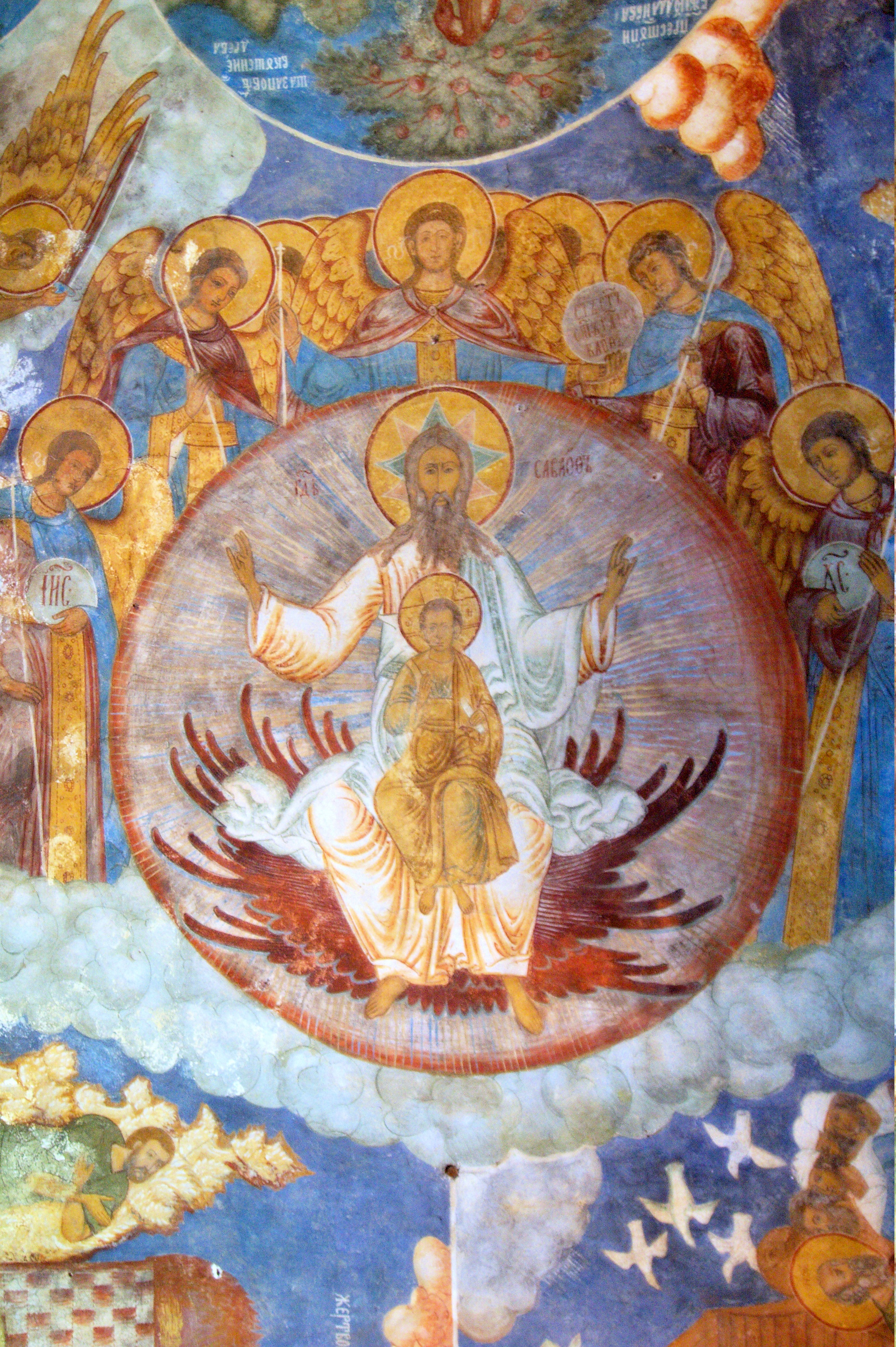
Fresque Trinité.
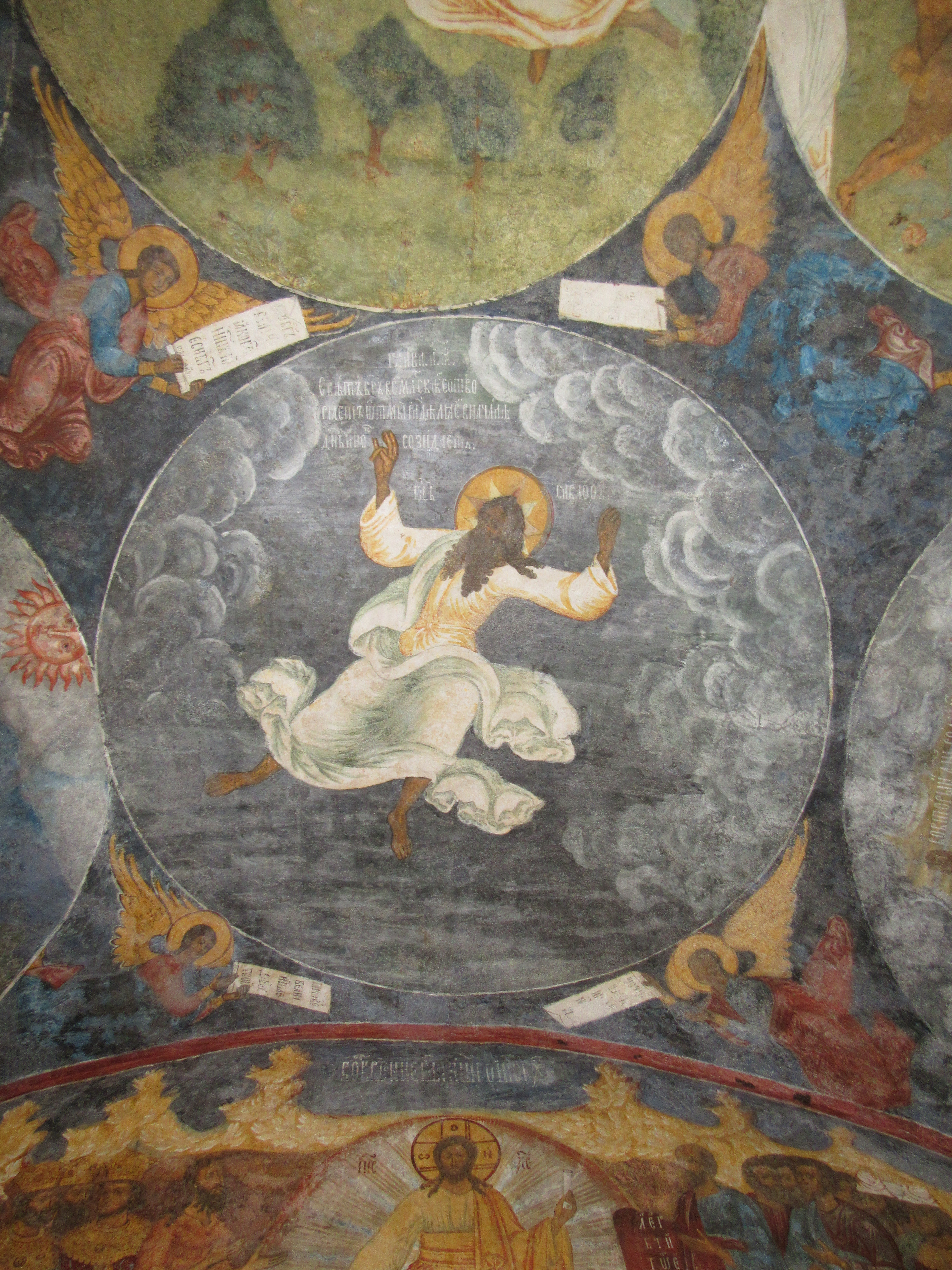
Création du monde.

## Architecture
L'église du Prophète-Élie frappe par la variété de ses éléments. C'est un « cube » à trois absides surmontées de cinq coupoles. Quatre piliers carrés supportent les voûtes. Ce plan d'une grande simplicité ressemble à celui des églises pré-mongoles de la région de Vladimir et Souzdal. Une paperte longe l'église « froide » à l'ouest et au nord ; du côté sud la galerie s'élargit pour former l'église « chaude ». Des chapelles en miniature sont adossées à l'église. Dans l'angle nord-ouest s'élève un haut clocher en pyramide . Malgré la disparité un peu choquante, l'harmonie est fondée sur l'équilibre des masses.
L'ornementation extérieure de l'église est relativement sobre. La décoration extérieure se réduit à des faïences, dont certaines sont disposées dans des chirinki. Cette sobriété fait mieux ressortir la magnificence de l'intérieur entièrement couvert de fresques représentant des scènes de vie. L'iconostase, les contours des portails, les objets du culte sont d'une grande richesse décorative. 
Les coupoles vertes sont coiffées de croix dont la plus remarquable est celle en cuivre forgé de la coupole centrale. Elle fut réalisée par des forgerons de Iaroslavl au XVIIe siècle.
Les trois chapelles sont dédiées respectivement à la Sainte Tunique du Christ, à l'Intercession de la Vierge et à trois saints : Goury, Samon et Aviv. 

## Sources
- Louis Réau, L'art russe des origines à Pierre le Grand, Paris, Laurens, 1920, p. 375.
- Ильинская церковь, церковь Ильи Пророка